# Henri-Pierre Roché
Henri-Pierre Roché, född 28 maj 1879 i Paris i Frankrike, död 9 april 1959 i Sèvres, var en fransk författare.

## Liv och verk
Henri-Pierre Roché började konststudier vid Académie Julian i Paris 1898. Han var därefter journalist samt konstsamlare och -handlare. Han blev nära vän med ett antal yngre europeiska konstnärer i Paris, bland andra Manuel Ortiz de Zárate, Marie Vassilieff, Max Jacob och Pablo Picasso. 
Han var också vän till Francis Picabia, Constantin Brâncuși och Marcel Duchamp. Efter det att Marcel Duchamp hade frikallats av hälsoskäl från den franska armén under första världskriget 1916, for Roché och Duchamp tillsammans till New York. De båda gav tillsammans med Beatrice Wood ut den dadaistiska tidskriften The Blind Man 1917. Denna var en av de tidigaste manifestationerna av dadarörelsen i USA.
Under sina senare år skrev han två framgångsrika romarer. Den första, Jules et Jim 1952, publicerades när han var 74 år gammal. Den andra romanen, som också byggde på hans eget liv, Les deux anglaises et le continent, kom ut 1956. Efter det att Jules och Jim gjordes som film av François Truffaut 1962, blev båda böckerna bästsäljare.
I biografier om Beatrice Wood har Jules et Jim ansetts vara baserad på en kärlekstriangel mellan Marcel Duchamp, Beatrice Wood och Henri-Pierre Roché.
Det har också hävdats att Roché anspelat på denna relation i sin sista opublicerade roman Victor.